# Acidnus ensifer
Acidnus ensifer är en stekelart som beskrevs av Henry Keith Townes, Jr. 1970. Acidnus ensifer ingår i släktet Acidnus och familjen brokparasitsteklar. Inga underarter finns listade i Catalogue of Life.